# Partido Moreno
Moreno ist ein Partido im Norden der Provinz Buenos Aires in Argentinien. Der Verwaltungssitz ist die Stadt Moreno. Laut einer Schätzung von 2019 hat der Partido 533.292 Einwohner auf 180 km². Der Partido ist zu Ehren des argentinischen Politikers Mariano Moreno benannt. 

## Orte
Moreno ist in 6 Ortschaften und Städte, sogenannte Localidades, unterteilt.
- Moreno (Verwaltungssitz)
- La Reja
- Francisco Álvarez
- Cuartel V
- Trujui
- Paso del Rey